# Funky Cops
Funky Cops, fransk tecknad filmserie från 2003 som handlar om Sam och Ace, två poliser i San Francisco på 1970-talet.